# محوطه ده مراد
محوطه ده مراد مربوط به دوره صفوی است و در شهرستان لنده، روستای ایدنک واقع شده و این اثر در تاریخ ۲۴ فروردین ۱۳۸۲ با شمارهٔ ثبت ۸۳۱۴ به‌عنوان یکی از آثار ملی ایران به ثبت رسیده است.